# Luís Edmundo Coube
Luís Edmundo Carrijo Coube (Bauru, 15 de maio de 1928 — 19 de dezembro de 1981) foi um engenheiro e político brasileiro. Seu pai, João Coube, foi o fundador da Tilibra.

## Carreira política
Como prefeito construiu o prolongamento da Avenida Nações Unidas e expandiu a rede de água e coleta de esgoto da cidade.
Foi um dos idealizadores da UNESP Bauru, e do Serviço de Previdência dos Municipiários.
Avenida Engenheiro Luís Edmundo Coube e Estádio Distrital Edmundo Coube homenageiam o politico.